# Eugeni Montesinos i Gumoza
Eugeni Montesinos i Gumoza   (Barcelona, 3 de gener de 1898 - Barcelona, 8 de febrer de 1977) fou un futbolista català de les dècades de 1910 i 1920. Va ser internacional amb la selecció catalana i amb la selecció espanyola.

## Trajectòria
Jugava a la posició de defensa. Començà la seva trajectòria de ben jove al FC Internacional el 1912, d'on passarà al FC Espanya el 1917. El 1918 fou fitxat pel RCD Espanyol, club on romandrà durant sis temporades fins al 1924. Disputà el primer partit a l'Estadi de Sarrià amb el club blanc-i-blau i fou el primer internacional del club amb Espanya (juntament amb Ricard Zamora. La següent temporada jugà al CE Europa, acabant la seva trajectòria al Reial Saragossa, a la UE Sants, CF Badalona i Athletic de Sabadell.
Fou un cop internacional amb la selecció espanyola el 17 de desembre de 1922 a Lisboa enfront Portugal. També fou internacional amb la selección catalana entre 1921 i 1924.